# Titus Mareck
Titus Mareck (* 8. April 1819 in Graz; † 1851 in New Braunfels/Texas) war ein österreichischer Rechtsanwalt und Politiker.

## Leben
Mareck studierte an der Universität Graz Rechtswissenschaft und schloss sich als junger Rechtsanwalt der Bewegung des Jahres 1848 an. Vom 18. Mai 1848 bis zum 30. Mai 1849 als Vertreter von Lichtenwald (Bezirk Cilli) Abgeordneter der deutschen konstituierenden Nationalversammlung in Frankfurt am Main, war er Angehöriger der radikal-linken Gruppierung „Donnersberg“, die sich im Juni 1848 von der Fraktion „Deutscher Hof“ (um Robert Blum bzw. Carl Vogt) abspaltete. 
Um slowenischen und tschechischen Forderungen (Prager Slawenkongress) zuvorzukommen, stellte Mareck in der Sitzung vom 27. Mai 1848 einen Antrag, der die Rechte der nichtdeutschsprachigen Nationalitäten auf dem Boden des deutschen Bundesgebietes gewährleisten sollte und am 31. Mai 1848 in modifizierter Form angenommen wurde. In der Debatte über §§ 2 und 3 (die nichtdeutschen Länder betreffend) des Entwurfes des Verfassungs-Ausschusses verneinte Mareck am 26. Oktober 1848 die Aussicht, dass Österreich ein Gesamtstaat bleiben würde; falls dies jedoch möglich wäre, werde es zu keinem Anschluss an Deutschland kommen. 
Am 27. Oktober 1848 stimmte Mareck für die Annahme der §§ 2 und 3 des genannten Entwurfes. Der radikale Antrag Marecks, dass alle deutschen Fürsten für sich und ihre Nachfolger der Regierung entsagen sollten, damit die Nationalversammlung aus diesen Familien einen Fürsten wählen könne, der an die Spitze der konstitutionellen demokratischen deutschen Monarchie gestellt werden solle, kam nicht zur Verhandlung. 
1849 wanderte Mareck in die Vereinigten Staaten aus, um sich eine neue Existenz aufzubauen. Er lebte dann in Galveston und New Braunfels, erlag aber bald dem Gelbfieber.